# 11406 Ucciocontin
11406 Ucciocontin (1999 CY14) là một tiểu hành tinh vành đai chính được phát hiện ngày 15 tháng 2 năm 1999 bởi Korado Korlević ở Višnjan.